# Theodore Eisfeld
Theodore Eisfeld (Wolfenbüttel, 11 d'abril de 1816 - Wiesbaden, 16 de setembre de 1882), fou un director molt notable de la New York Philharmonic Society, abans de transformar-se en la New York Philharmonic.
Amb només vint-i-tres anys fou nomenat director d'orquestra del teatre de la cort de Wiesbaden, càrrec que desenvolupà durant quatre anys (1839-1843), traslladant-se després a París, on se li confià la direcció dels Concerts Viviennes. El 1848 marxà a Nova York, donant gran impuls a la vida musical d'aquella capital. Dirigí les societats Filharmònica i Harmònica, i en col·laboració amb Noll, Reyer i Eichborn, establí la famosa societat de quartets que funcionà des de 1851.
La impressió que li causà l'incendi del vapor Àustria, la catàstrofe de la qual fou un dels pocs supervivents, alterà de tal manera la seva salut, que tingué de retirar-se de la música.